# George David Birkhoff
George David Birkhoff (21 de marzo de 1884-12 de noviembre de 1944) fue un matemático estadounidense, conocido por el denominado teorema ergódico. Fue uno de los líderes más importantes de la matemática estadounidense en su generación, y durante su apogeo fue considerado por muchos como el matemático americano más brillante. Su hogar en Cambridge, Massachusetts, ha sido designado Hito Histórico Nacional.

## Vida personal
Nació en Overisel Township, Míchigan, hijo de David Birkhoff y Jane Gertrude Droppers. El matemático Garrett Birkhoff (1911–1996) fue hijo suyo.

## Carrera
Birkhoff obtuvo sus títulos universitarios en Harvard. Completó su doctorado en 1907 sobre ecuaciones diferenciales en la Universidad de Chicago. Mientras E. H. Moore fue su supervisor, estuvo influido por los escritos del matemático francés Henri Poincaré. Después de enseñar en la Universidad de Wisconsin y en la Universidad de Princeton, fue profesor en la Universidad de Harvard desde 1912 hasta su muerte.

### Premios y honores
- En 1923 le fue otorgado el primer Premio Bôcher por la Sociedad Matemática Americana en reconocimiento a su trabajo de (1917), que entre otros temas, desarrollaba el después denominado "proceso de acortamiento curvo de Birkhoff".
- Fue elegido miembro de la Academia Nacional de Ciencias, de la Sociedad Filosófica Americana, de la Academia Americana de Artes y Ciencias, de la Academia de Ciencias de París, de la Academia Pontificia de Ciencias, y de las Sociedades Matemáticas de Londres y Edimburgo.[4]

### Cargos
- Vicepresidente de la Sociedad Matemática Americana, 1919.
- Presidente de la Sociedad Matemática Americana, 1925–1926.
- Editor de las Transacciones de la Sociedad Matemática Americana, 1920–1924.

## Trabajo

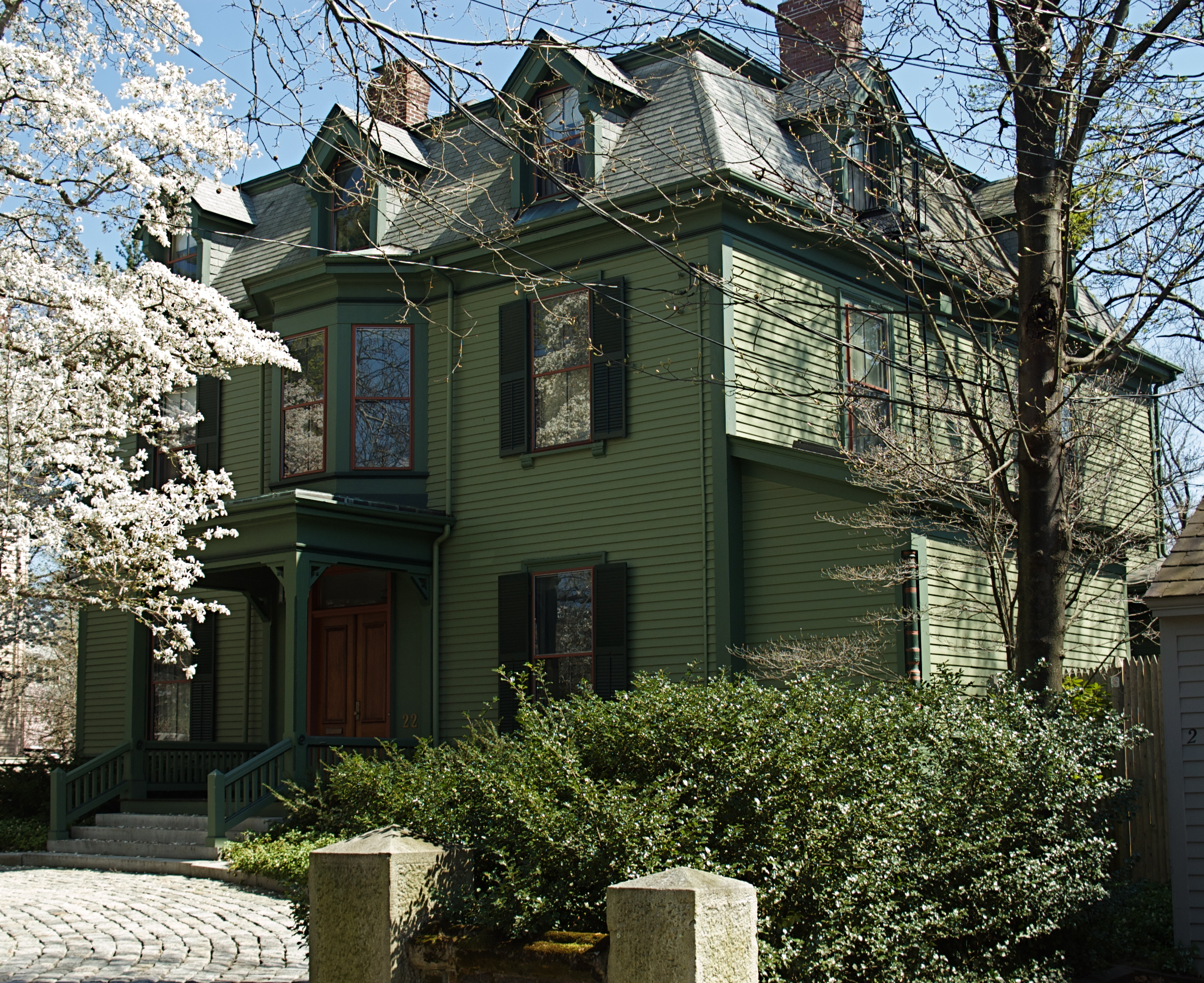
La casa de George David Birkhoff en Cambridge, Massachusetts, inscrita en el Registro Nacional de Lugares Históricos.

En 1912, intentando solucionar el famoso problema de los cuatro colores, Birkhoff introdujo el polinomio cromático. Incluso aunque este método no fue efectivo, el polinomio por sí mismo se convirtió en un importante objeto de estudio en teoría algebraica de grafos.
En 1913 probó el "Último Teorema Geométrico" de Poincaré, un caso especial del problema de los tres cuerpos, resultado que le hizo mundialmente famoso. En 1927, publicó sus Sistemas Dinámicos. Escribió acerca de los fundamentos matemáticos de la relatividad y de la mecánica cuántica, publicando (con R. E. Langer) la monografía titulada "Relativity and Modern Physics" (Relatividad y Física Moderna) en 1923. Ese mismo año también probó que la métrica de Schwarzschild es la única solución esférica y simétrica de las ecuaciones del campo de Einstein. Una consecuencia es que los agujeros negros no son meramente una curiosidad matemática, y podrían ser el resultado de cualquier estrella esférica con masa suficiente.
Su resultado más importante fue su descubrimiento en 1931 de lo que ahora se denomina el teorema ergódico. Combinando ideas de física con la hipótesis ergódica y con la teoría de la medida, este teorema solucionó, al menos en principio, un problema de fondo de la mecánica estadística. El teorema ergódico también tuvo repercusiones en dinámica, teoría de la probabilidad, teoría de grupos, y análisis funcional. También trabajó sobre la teoría de números, el problema de Riemann-Hilbert, y el problema de los cuatro colores. Propuso una axiomatización de la geometría euclidiana diferente a la de Hilbert (ver axiomas de Birkhoff); trabajo culminado en su texto "Basic Geometry" (Geometría Básica) (1941).
En sus últimos años, Birkhoff publicó dos trabajos curiosos. En su "Aesthetic Measure" (Medida Estética) de 1933 propuso una teoría matemática de la estética. Mientras estaba escribiendo este libro, dedicó un año a estudiar arte, música y poesía de varias culturas alrededor del mundo. Su obra de 1938 titulada "Electricity as a Fluid" (La Electricidad como un Fluido) combinaba sus ideas sobre filosofía y ciencia. Su teoría de 1943 sobre la gravitación es también extraña, dado que Birkhoff conocía (aunque no pareció importarle) que su teoría requiriese que la materia fuese un fluido perfecto en el que la velocidad del sonido fuese igual a la velocidad de la luz.

## Influencia en las contrataciones
Albert Einstein y Norbert Wiener, entre otros, señalaron a Birkhoff por defender políticas de contratación antisemitas. Durante la década de 1930, cuando muchos de los matemáticos judíos huyeron de Europa e intentaron obtener trabajos en los EE. UU., Birkhoff es acusado de influir en el proceso de contratación de las instituciones americanas para excluir a los judíos. Sus comentarios y puntos de vista antisemitas están bien documentados, pero Saunders Mac Lane ha argumentado que los esfuerzos de Birkhoff estuvieron motivados menos por animosidad hacia los judíos que por un deseo de encontrar trabajo para los matemáticos americanos formados en los Estados Unidos.
Aun así, Birkhoff tomó un particular aprecio por ciertos matemáticos judíos como Stanisław Ulam. Gian-Carlo Rota escribe: "Como otras personas sospechosas de ser antisemitas, ocasionalmente sintió el impulso de volcar sus instintos protectores con algunos jóvenes judíos de impecable aspecto. Las brillantes maneras de Ulam eran diametralmente opuestas a las de los colaboradores de Birkhoff, de personalidad agresiva y susceptible. Birkhoff Intentó mantener a Ulam en Harvard, pero sus colegas rechazaron la idea."

## Publicaciones seleccionadas
- Birkhoff, George David. 1913. "Proof of Poincaré's geometric theorem" Trans. Amer. Math. Soc. 14: 14–22.
- Birkhoff, George David. 1917. "Dynamical Systems with Two Degrees of Freedom" Trans. Amer. Math. Soc. 18: 199–300.
- Birkhoff, George David and Ralph Beatley. 1959. Basic Geometry 3rd ed. Chelsea Publishing Co. [Reprint: American Mathematical Society, 2000. ISBN 978-0-8218-2101-5]

## Reconocimientos
- Se estableció un premio de matemáticas con su nombre.
- El cráter lunar Birkhoff lleva este nombre en su honor.[11]
- El asteroide (15896) Birkhoff también conmemora su nombre.[12]

## Lecturas relacionadas
- Morse, Marston (1970–80). "Birkhoff, George David". Dictionary of Scientific Biography 2. New York: Charles Scribner's Sons. pp. 143–146. ISBN 978-0-684-10114-9.